# Comisario
Comisario es el funcionario policial al cargo de una comisaría.

## Colombia

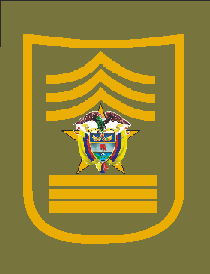
Insignia de CM Comisario de la Policía Nacional de Colombia.

En Colombia, Comisario, es el sexto, último y más alto grado del Nivel Ejecutivo en Policía Nacional de Colombia, equivale a un Sargento Mayor en la Suboficialidad de la Policía Nacional y las Fuerzas Militares. 

### Grado
El grado es una Jineta confeccionada en paño o lanilla color verde aceituna, con un refuerzo interior. Tiene 8 cm de largo por 6 cm de ancho. Lleva tres estrellas en la parte superior, en el centro una Estrella de la Policía. las barras, bordes y estrella bordados en hilo dorado o negro dependiendo el tipo de uniforme.
En 1948, el país estaba dividido en 15 departamentos, 2 intendencias y 7 comisarías, las cuales estaban a cargo de los comisarios respectivos designados por el gobierno central. Entre 1951 y 1981, se crearon ocho departamentos más. La constitución política de 1991, convirtió a las intendencias y comisarías en departamentos; por ello el número de departamentos se elevó a 32.

## México
En México bajo el nuevo Modelo Policial Estandarizado, el sistema organización jerárquica terciaria, los Comisarios son el último nivel escalafonario, encargados de la dirección y mando policial. El comisario es equivalente a general del Ejército o almirante de la Armada:
I. Comisarios:
- Comisario general
- Comisario en jefe
- Comisario

II. Inspectores:
- Inspector general
- Inspector en jefe
- Inspector

III. Oficiales:
- Subinspector
- Oficial
- Suboficial

IV. Escalafón básico:
- Policía primero
- Policía segundo
- Policía tercero
- Policía

## España
En España según la Ley Orgánica 9/2015, de Régimen de Personal de la Policía Nacional, el Cuerpo Nacional de Policía se estructura en 4 escalas y dentro de estas en 7 categorías. La más alta de dichas escalas es la Escala Superior, la cual dispone de dos categorías:    
- Primera: Comisario principal.
- Segunda: Comisario.

Entre los funcionarios de la primera categoría, son nombrados los miembros que conforman la Junta de Gobierno (organización central):
- Director adjunto operativo: máximo cargo dentro del cuerpo, su superior es el director general de la Policía, puesto político ajeno a la institución.
- Subdirectores generales (tres miembros).
- Comisarios generales y jefes de división (cinco y seis miembros respectivamente) y los jefes superiores de Policía (organización periférica) - uno por cada Ciudad Autónoma y Comunidad Autónoma, excepto en Andalucía que está dividida en dos Jefaturas (oriental y occidental).

Funciones: corresponde a la Escala Superior la dirección de los servicios policiales.

### Divisas de la Escala Superior
|                               |                                     |                     |                           |
| Comisario principal 1986-2014 | Comisario principal 2014-actualidad | Comisario 1986-2014 | Comisario 2014-actualidad |

### Divisas distintivas del Cargo
|                                   |                                              |                         |                     |                                     |                                                    |                               |
| DAO Subdirector general 1986-2014 | Comisario general Jefe de división 1986-2014 | Jefe superior 1986-2014 | DAO 2014-actualidad | Subdirector general 2014-actualidad | Comisario general Jefe de división 2014-actualidad | Jefe superior 2014-actualidad |

## Perú
En Perú, la Comisaría es la célula básica orgánica de la Policía Nacional.
El comisario es el oficial o suboficial PNP a cargo de la comisaría.
	OFICIALES GENERALES
	Teniente General
	General
OFICIALES SUPERIORES
	Coronel
	Comandante
	Mayor
OFICIALES SUBALTERNOS
	Capitán
	Teniente 
	Alférez

SUBOFICIALES:
SUPERIORES
	Superior
	Brigadier
TÉCNICOS
	técnico de primera
	técnico de segunda
	técnico de tercera
SUBOFICIALES
	Suboficial de primera
	Suboficial de segunda
	Suboficial de tercera
Dentro de cada escalafón, la integración se hizo por riguroso orden de empleo o categoría y antigüedad en los mismos; Para todos los casos el ingreso a la policía, será sugerido de acuerdo a las profesiones que demanda la organización policial, dentro de los profesionales egresados de las universidades nacionales debidamente titulados y colegiados.